# صهريج قوجد أباد
صهريج قوجد أباد (بالفارسية: آب‌انبار قوژد‌آباد) هو صهريج تاريخي يعود إلى عصر الدولة القاجارية، ويقع في مقاطعة بردسكن، قرية قوجد أباد.